# Sturmdeck
Ein Sturmdeck (englisch: awning deck), früher auch Hurricane-Deck, ist ein Deck auf einem Schiff.

## Einzelheiten
Nach Definition von Behörden und Klassifikationsgesellschaften ist ein Sturmdeck ein stark gebautes geschlossenes oder unterbrochenes Deck oberhalb des Hauptdecks.
Das Sturmdeck entwickelte sich aus dem Schutzdeck. Dieses aus Eisen oder Stahl gebaute, aber von der Vermessung ausgeschlossene Deck wurde häufig auf Frachtschiffen mit Passagiereinrichtungen als zusätzliches leicht gebautes Deck zur Verbindung vorhandener Decksaufbauten aufgebaut, um eine zusätzliche überdachte Decksfläche zu schaffen. Sturmdecks waren hingegen stärker gebaut und häufig nur teilweise durchlaufend, beispielsweise bei Schiffen mit erhöhtem Quarterdeck oder Schiffen mit langer Poop ausgeführt. Sowohl für Schutz- als auch für Sturmdecks gaben Klassifikationsgesellschaften eigene Vorschriften hinsichtlich der zu wählenden Materialien und deren Stärken heraus.